# Renée Claude

Renée Claude

Renée Claude (geb. als Renée Bélanger; * 3. Juli 1939 in Montreal; † 12. Mai 2020) war eine kanadische Sängerin und Schauspielerin.

## Leben
Renée Claude studierte Klavier an der  École Vincent-d'Indy und nahm Gesangsunterricht bei Alphonse Ledoux. Sie gewann 1955 den Ersten Preis im Programm Découvertes de Billy Munro de Radiosenders CKVL und trat 1960 erstmals in der Fernsehsendung Chez Clémence der CBC auf. Sie sang zunächst Chansons französischer Komponisten, insbesondere von Léo Ferré und Georges Brassens, bevor sie sich kanadischen Songs zuwandte, u. a. von Komponisten  und Textdichtern wie Jean-Pierre Ferland (Ton Visage), Jacqueline Barrette, Michel Conte, Marc Desjardins, Clémence DesRochers, François Dompierre, Jean Fugère, André Gagnon, Germain Gauthier, Mouffe, Luc Plamondon und Stéphane Venne. Ihr erster Schallplattenerfolg war Michel Contes Shippagan (1967). 1967 war sie Gast in Johnny Carsons Tonight Show. 1968 gewann sie die Méritas trophy bei der von der Zeitschrift Radiomonde veranstalteten Gala des Artes, 1970 den Ersten Preis beim Concours de la Clé d'or.
1966 repräsentierte Renée Claude Kanada bei Festival von Sopot in Polen mit Tu es noire von François Dompierre und Stéphane Venne, 1969 beim Wettbewerb Chansons sur mesure in Paris mit Le Geste von Jacques Blanchet, 1970 bei den Olympiades de la chanson in Athen, 1972 beim Festival Onda Nueva in Caracas und 1976 beim International Festival of French Song in Spa. Nach einem zweiwöchigen Engagement im kanadischen Pavillon bei der Expo ’70 in Osaka trat sie im August 1970 mit dem Orchestre symphonique de Montréal am Place des Arts auf. 1971 unternahm sie eine Tournee durch die Sowjetunion. In Paris war sie 1976 neben Yvon Deschamps, André Gagnon und Gilles Vigneault Gast der Fernsehproduktion Spécial Québec.
Anfang der 1980er Jahre trat sie in zwei Themenshows nach Werken von Clémence DesRochers (Moi, c'est Clémence que j'aime le mieux, 1980) und George Brassens (Georges Brassens, j'ai rendez-vous avec vous, 1981) auf, 1987 am Théâtre Arlequin in Montreal mit Claude Léveillée in Partenaires dans le crime. 1988 war sie Gast beim Festival von Saint-Malo, im Folgejahr bei den Journées internationale Georges Brassens in Sète. 1990 trat sie in der Oper Nelligan von Michel Tremblay und André Gagnon auf. Ihr Debüt als Theaterschauspielerin hatte sie 1991 in Marthe Mercures Stück Tu faisais comme un appel. Im Folgejahr wirkte sie an Jeannette Bertrands Fernsehserie Avec un grand A mit. 1998 trat sie in Denise Filiatraults Film C't'à ton tour, Laura Cadieux auf. 2009 wurde sie als Member des Order of Canada ausgezeichnet.
2013 wurde bei Renée Claude die Alzheimer-Krankheit diagnostiziert. Ab 2017 lebte sie in einem Pflegeheim, wo sie 2020 verstarb.